# Cultura de Corea

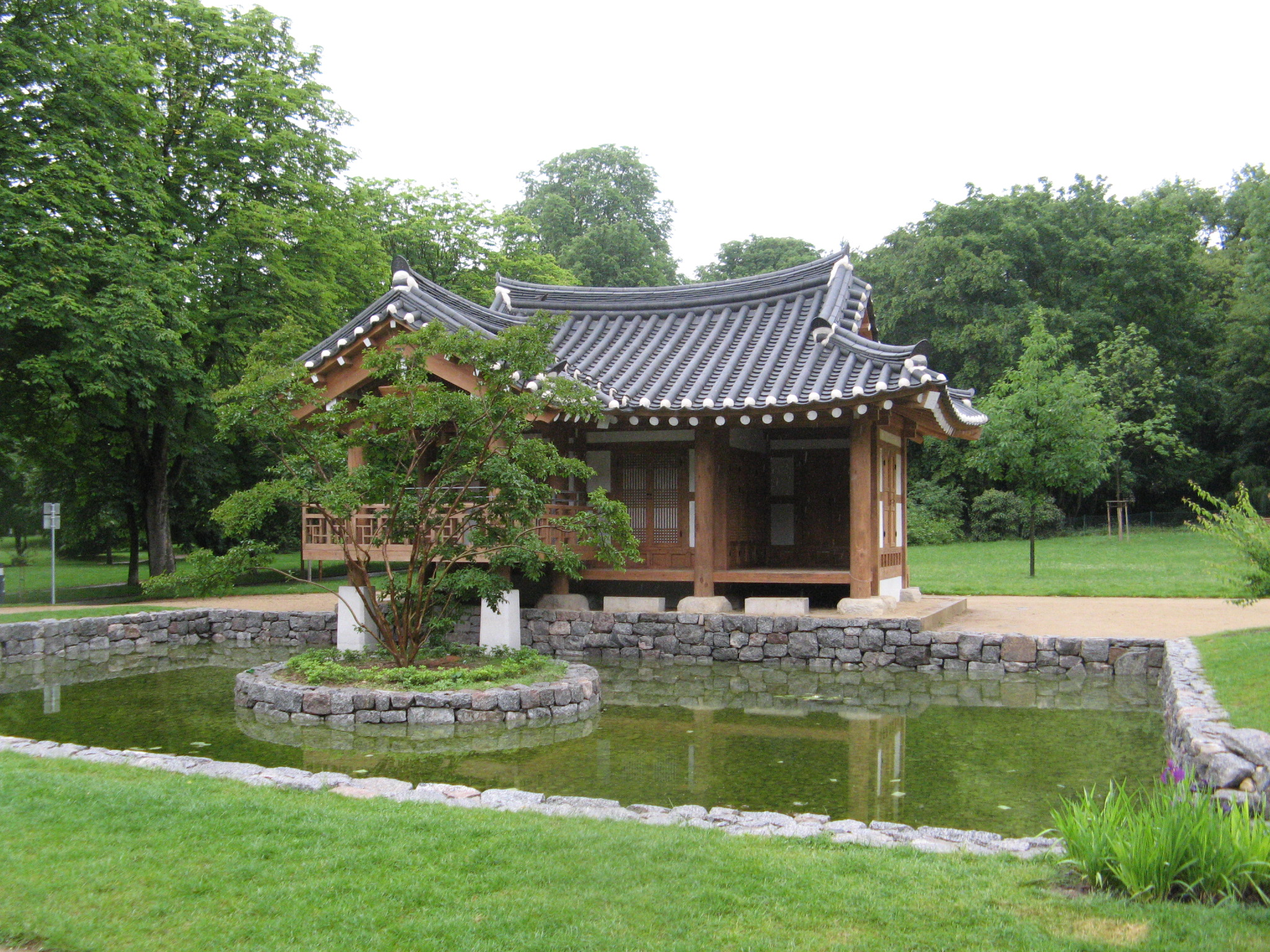
Réplica de un jardín coreano en el Grüneburgpark, Fráncfort, Alemania.

La cultura coreana es resultado de más de 3000 años de historia, y si bien ha recibido influencias de toda la región asiática, especialmente de China, ha logrado desarrollar un carácter propio. El taoísmo, confucianismo y el budismo han tenido gran influencia sobre su cultura, aunque en las últimas décadas otras creencias también se han extendido en la península de Corea, principalmente el cheondoísmo en Corea del Norte y el cristianismo en Corea del Sur. Así mismo, la cultura coreana se ha visto influenciada por su ubicación geográfica como puente entre sus grandes vecinos, China y Japón.
Las manifestaciones culturales más modernas como las películas, la música (k-pop) y la moda se han desarrollado de diferente manera en Corea del Norte y Corea del Sur durante los casi 70 años transcurridos desde la división del país; sin embargo, en la sociedad coreana tanto del norte como del sur persisten las mismas formas tradicionales de pensar[cita requerida]. Durante los últimos años se ha dado un boom de la cultura surcoreana en los países vecinos del extremo oriente, especialmente en los ámbitos del entretenimiento como el cine, las series de televisión y la música pop, por lo que muchos artistas coreanos son conocidos en toda la región asiática y de cualquier manera al mercado internacional.

## Orígenes
El pueblo de los tung-i (literalmente 'arqueros del este') se estableció en la región de Manchuria 3000 a. C. y sus dominios se extendieron hasta la actual Corea del Norte. Según la leyenda que relata su origen, un hombre llamado Hwanung descendió del cielo a la tierra, donde se encontró con un tigre y un oso que deseaban convertirse en seres humanos. Solo al oso se le concedió su deseo y se transformó en una mujer con la que luego Hwanung se casó. Ambos tuvieron un hijo, Dangun, quien en el año 2333 a. C. ascendió al trono como el primer soberano de Corea. Se dice que la descendencia de este mítico rey continuó la dinastía real durante más de 1000 años.
Es así como se pobló toda la península gracias a la continua inmigración, tanto de las tribus autóctonas de Corea como de emigrantes chinos, lo que se refleja en la leyenda de Wi Man. Los pueblos inmigrantes se fusionaron hasta crear un pueblo homogéneo que desarrolló la cultura coreana a partir de distintas corrientes, como el chamanismo y las influencias chinas.
Hasta el día de hoy, la identidad coreana se nutre de numerosas tradiciones, a pesar de que éstas parecen estar desapareciendo bajo el aluvión de influencias occidentales modernas, principalmente las estadounidenses. Así, en muchos ámbitos, el pensamiento permanece arraigado en el antiquísimo chamanismo, mientras que el confucianismo se encuentra profundamente interiorizado en los coreanos y repercute en todos los aspectos de su vida.

## Arte tradicional

### Música tradicional
El elemento principal de la música coreana tradicional es la voz. En el canto tradicional coreano se manifiestan el temperamento y la historia de Corea. Existen dos tipos de música tradicional: el jeong-ak y el minsogak.

#### Jeong-ak
Jeong-ak significa “tiempo fijo” y es un término genérico para designar la música tradicional, que a su vez se subdivide en varias categorías. Es considerada como música clásica coreana.

#### Minsogak
El Minsogak es un género de música folklórica coreana, rico en expresiones y emociones. Este tipo de música es de tradición oral y derivada de la música campesina. El Minsogak se toca al ritmo de los latidos del corazón.

### Danza tradicional

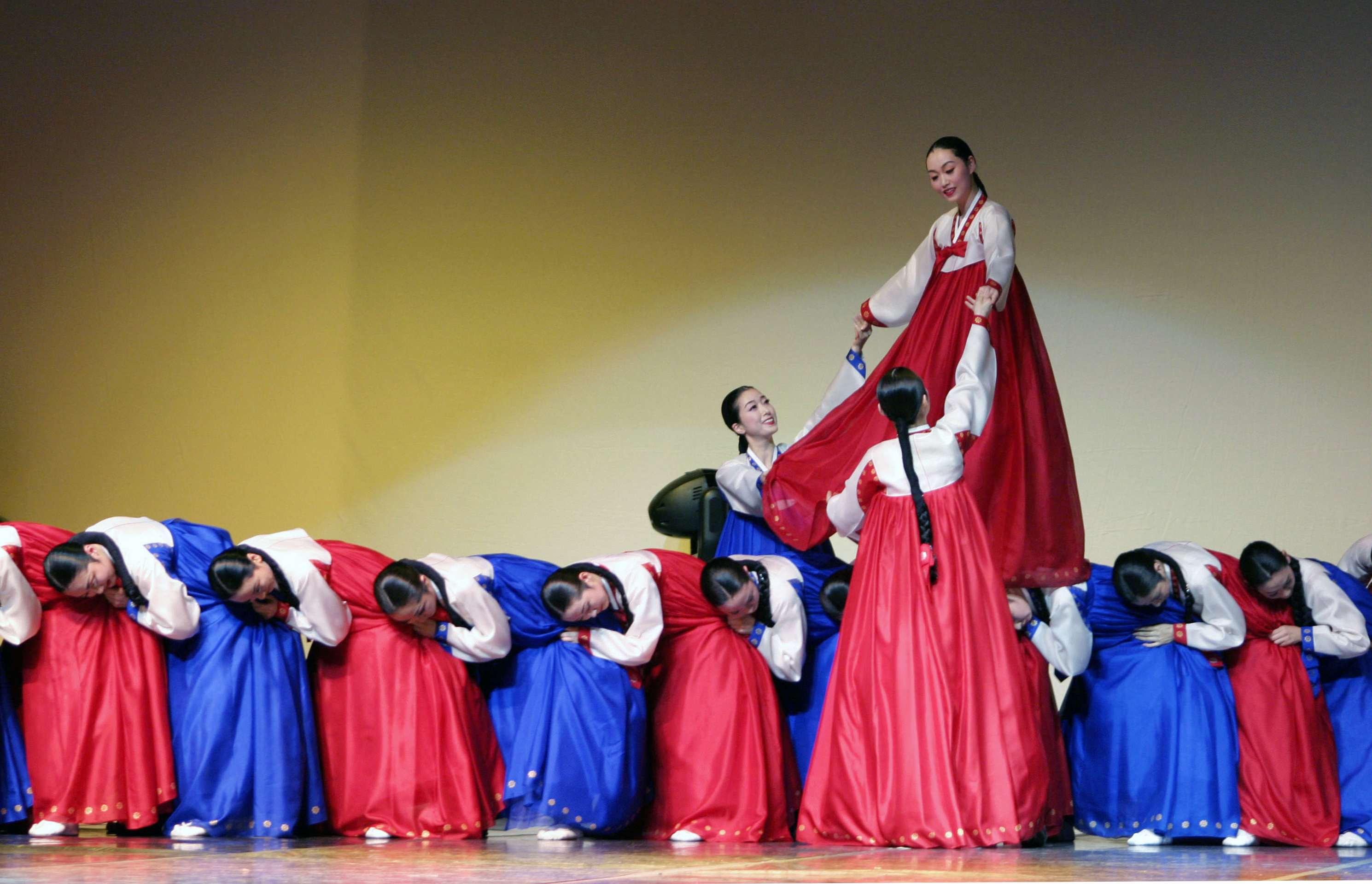
Danza tradicional coreana de la dinastía Joseon.

Las danzas tradicionales coreanas han sido parte de la cultura coreana desde tiempos inmemoriales. El intercambio cultural entre China y los Tres Reinos de Corea dio origen a una gran variedad de danzas tradicionales. Las danzas fueron clasificadas en nacionales (hyang-ak jeongjae) y extranjeras (dang-ak jeongjae). Estas últimas son las danzas originarias de China que se adoptaron sin mayores modificaciones.
También es interesante la relación entre el “taekkyon“, arte marcial coreano, y el baile Tal Chum. Debido a que muchos de los movimientos de esta danza son idénticos a los del mencionado estilo de lucha, puede inferirse que estas dos manifestaciones culturales se han influenciado mutuamente.
Así como en la música, en la danza también se distingue entre danza cortesana y danza popular.

### Festividades populares tradicionales
Muchas festividades tradicionales están estrechamente asociadas a ritos chamánicos, los cuales se transmiten de generación en generación. Tres de estos ritos son de gran importancia: el yeonggo, el dongmaeng y el muncheon. El yeonggo es una fiesta de tambores que se celebra con la intención de revivir a los espíritus, el dongmaeng es una fiesta de agradecimiento por las cosechas, y el muncheon es un conjunto de danzas dedicadas al cielo. Estas manifestaciones artísticas se fueron perfeccionando a través de los siglos y en la época de los Tres Reinos se incluyeron juegos.
En la pintura “Dae Kwae Do” se observa una festividad, donde se aprecian dos tipos de lucha que se practican hasta el día de hoy, el ssireum o ssirum y el taekkyon, el cual no debe confundirse con el taekwondo. A diferencia de China y Japón, los deportes de lucha eran un componente común de la vida pública y las fiestas en esa época. También existen otros juegos como el tuho, que consiste en lanzar flechas a una especie de jarrón desde una determinada distancia, o el yut o iut donde se lanzan bastoncillos de madera como si fueran dados. Así mismo, todavía pueden observarse las tradicionales luchas de piedras (seokjeon), los columpios (geune tagi), el teatro de máscaras y un juego de pelota similar al polo (gyeokgu).

### Pintura coreana

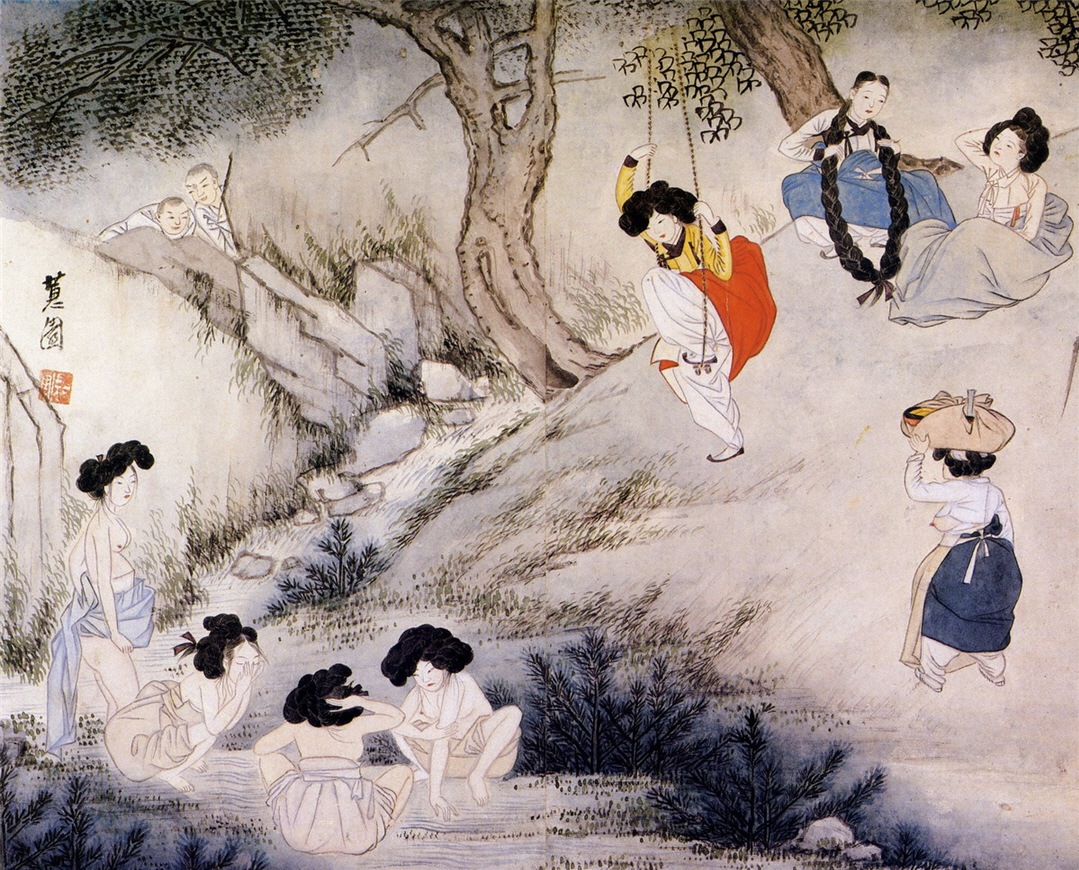
Pintura que ilustra la festividad del Dano.

Las pinturas más antiguas halladas en la península coreana son pinturas rupestres. Con la llegada del budismo proveniente de China, también se adoptaron rápidamente sus técnicas pictóricas, pero las técnicas autóctonas no fueron desplazadas por completo.
En contraste con la pintura clásica europea, que alcanzó un nivel de perfección en la reproducción del detalle y el juego de colores, el arte coreano le concede más valor a la capacidad de transmitir determinado estado de ánimo, de tal manera que quien contempla la obra quede cautivado. Los motivos preferidos son los paisajes, especialmente montañas imponentes y corrientes de agua.
En los cuadros naturalistas se observan principalmente flores, pájaros y sobre todo tigres. Por lo general, los artistas pintaban con tinta sobre seda o sobre papel elaborado a partir de la corteza de morera. Asimismo, se logró la excelencia tanto en el tallado de sellos (cada coreano tiene su propio dojang) como en la caligrafía, que fue protegida por la nobleza provincial llamada yanban.

### Artesanía coreana
La característica más apreciada en los productos artesanales coreanos es su utilidad en las labores diarias, no obstante, éstos se encuentran artísticamente decorados. Los materiales tradicionales empleados en su fabricación son el metal, la madera, la tela, el esmalte y la arcilla. Posteriormente, también se utilizó vidrio, cuero y papel, pero solo de forma ocasional.

Pieza de celadón del período Goryeo. Tesoro Nacional de Corea del Sur N° 68.

En las muestras más antiguas de artesanía coreana, como es el caso de las piezas de alfarería rojas y negras, es posible reconocer su similitud con los objetos producidos por los pueblos chinos que surgieron a lo largo del Río Amarillo. Mientras que en los restos que datan de la edad de bronce ya se pueden observar características eminentemente coreanas.
Se han desenterrado muchas obras artesanales sofisticadas donde se aprecia el típico estilo coreano, por ejemplo, coronas sumamente decoradas, piezas de alfarería coloreada, ollas y adornos. Así mismo, el trabajo en bronce alcanzó su máximo esplendor durante el período Goryeo, tal es así que Corea era famosa por sus enormes campanas y estatuas de bronce. Sin embargo, casi todas estas obras maestras de la artesanía fueron destruidas durante la ocupación Hideyoshi, y en la actualidad solo quedan tres campanas. Igualmente, durante el reinado de la dinastía Goryeo, la producción de celadón alcanzó su punto máximo. Gracias a su exquisito acabado, esta cerámica de un matiz verdoso superó incluso a sus versiones chinas.
Durante el período Joseon, los artículos de porcelana, decorados con motivos tanto en blanco puro como en azul, llegaron a ser especialmente populares. El trabajo en madera también alcanzó un alto nivel de desarrollo, lo cual se refleja sobre todo en los hermosos muebles, armarios, baúles y mesas, que en algunos casos tienen incrustaciones de nácar; así como en los objetos tallados en madera, artísticamente trabajados, que se encuentran en los templos y palacios.

### Cerámica
Ya en la era neolítica, el empleo de la arcilla estaba bastante extendido en Corea. Durante el período de los Tres Reinos de Corea la alfarería experimentó un gran impulso, sobre todo en el reino de Silla, donde se utilizaba una llama desoxidante que le confería a la cerámica un color azul característico, y luego se decoraba la superficie con distintos diseños geométricos.
En el período Goryeo, se fabricaba celadón verde de primera calidad, el cual era muy apreciado.
La porcelana blanca se comenzó a fabricar en el siglo XV y en poco tiempo llegó a ser aún más preciado que los artículos de alfarería bañados en celadón. Por lo general, la porcelana se pintaba o era decorada con diseños en cobre. Durante los ataques japoneses entre 1592 y 1598, casi todos los hornos de Corea destinados a la fabricación de porcelana fueron destruidos, a la vez que cientos de artesanías fueron llevadas a Japón, lo que motivó el florecimiento de la alfarería japonesa.
A finales del siglo XVII las piezas de porcelana blanca adornadas con detalles de color azul cobalto alcanzaron gran popularidad. La producción de cerámica disminuyó hacia finales del siglo XIX, cuando Japón extendió poco a poco su hegemonía sobre la península coreana.

## Formas de vida tradicional

### Viviendas tradicionales
La ubicación de la casa se determina de forma tradicional, aplicando los principios de la geomancia. Se cree que cada configuración topográfica desencadena fuerzas invisibles buenas y malas (Gi). Por eso, un lugar será adecuado para construir, solo si las energías positivas y negativas (Yin y Yang) están en armonía.
La casa debe construirse dando la espalda a una colina, de manera tal que por el sur reciba tanta luz solar como sea posible. Aún hoy en día los coreanos prefieren las casas que cumplen con estas condiciones. Mediante la geomancia también se determina la forma de la vivienda, la dirección en que se construirá y los materiales que se emplearán para su edificación.
Las viviendas coreanas tradicionales cuentan con un ala interna (anchae) y un ala exterior (sarangchae). La arquitectura particular de cada vivienda varía según la región y el estatus económico de la familia que la habita. Por ejemplo, los aristócratas utilizaban el ala exterior para recibir a sus invitados, mientras que los campesinos guardaban allí al ganado y las provisiones. En términos generales, cuanto más pudiente era la familia, tanto más grande era la casa, pero estaba prohibido poseer una residencia de más de 99 kan. Un kan equivale al espacio existente entre dos de los pilares de madera que sostienen el muro exterior, tal como los que se solía emplear en las casas tradicionales coreanas.

### Jardines
Los principios que rigen el diseño de los jardines en los templos de Corea son los mismos que se aplican en los jardines privados. Los jardines coreanos se asemejan a los chinos y japoneses, debido a que en estos países del extremo oriente, el arte de la jardinería está muy influenciado por los principios taoístas, los cuales buscan exaltar lo místico y la naturaleza. En Corea, a diferencia de China y Japón, se evita incluir elementos artificiales en los jardines.
El estanque de lotos es un componente importante de los jardines coreanos. Cuando en la propiedad corre un arroyo natural, junto a este se suele construir un pabellón, de manera que es posible observar y disfrutar cómodamente del paisaje y del sonido del agua. En muchos jardines tradicionales también se pueden apreciar macizos de flores cultivados en forma escalonada.
El jardín Poseokjeong, cerca de Gyeongju, fue construido en el período Silla y es la muestra más representativa del importante papel que cumple el agua en los jardines coreanos. En el centro del jardín hay un estrecho canal de agua en forma de concha. Durante los últimos días del reino de Silla, el rey se sentaba a conversar con sus invitados junto a dicho circuito, mientras que se servían de las copas de vino que flotaban en el agua.
Con motivo de la Feria del Libro de Fráncfort 2005, en la que Corea participó como país invitado, se construyó un jardín coreano en el Grüneburgpark, el parque más grande de Fráncfort del Meno.

### Vestimenta tradicional

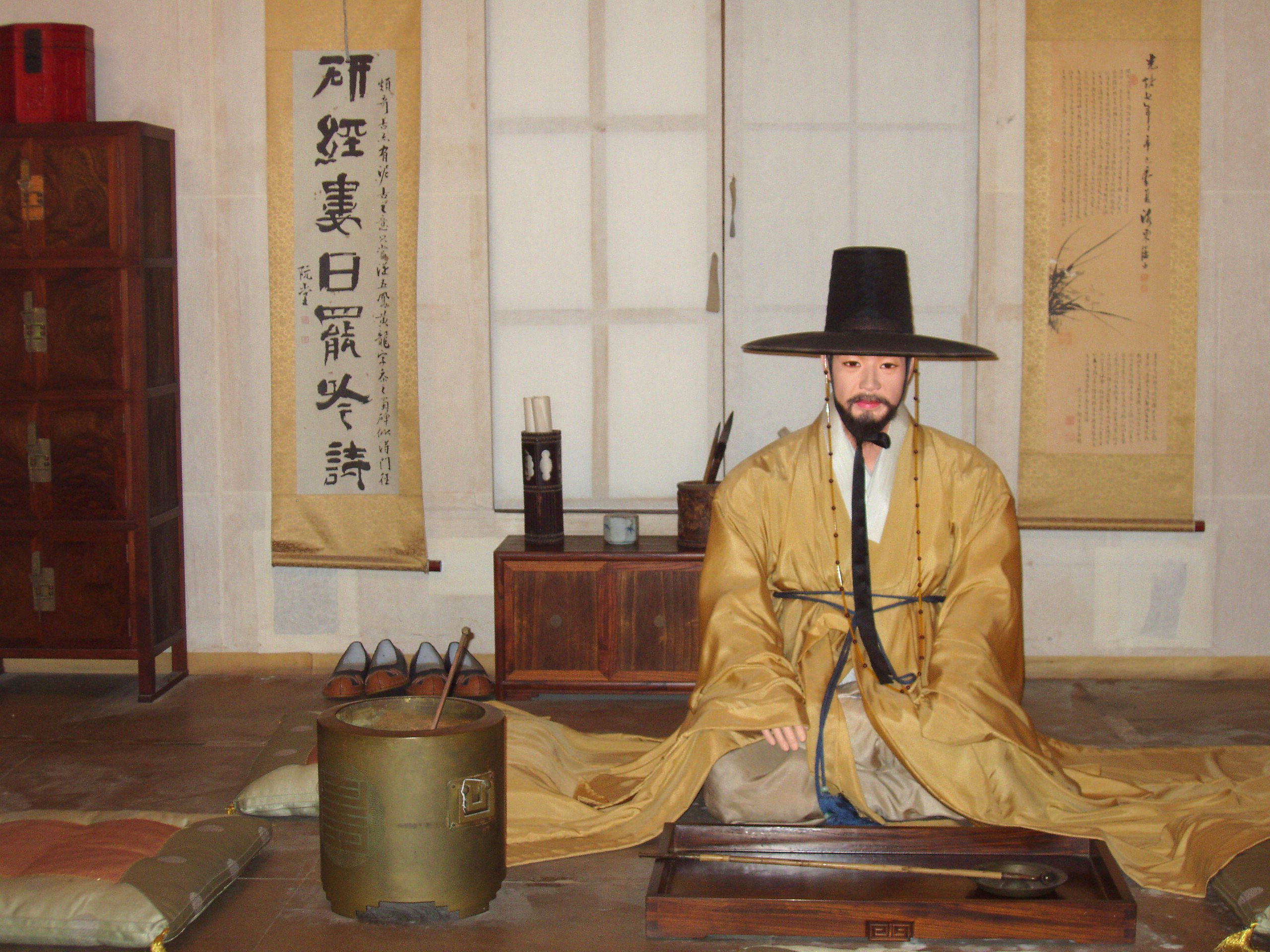
Vestimenta tradicional masculina de los aristócratas.

La vestimenta tradicional se denomina hanbok y está documentado su uso desde el s. III a. C., manteniendo, a día de hoy, los rasgos característicos de la vestimenta del período Joseon.
La vestimenta tradicional de los hombres consistía en un pantalón amplio atado a los tobillos y una chaqueta de mangas anchas, atuendo que en invierno se complementaba con un chaleco o un abrigo. Antiguamente, el cabello se recogía en un moño, sobre el que los miembros de la nobleza (yanban) llevaban un sombrero llamado tanggon, especie de malla ceñida a la cabeza hecha de pelos de caballo, y cuando tenían que salir se ponían un sombrero adicional de alas anchas (gat) elaborado con filamentos entretejidos de bambú.
Las mujeres llevaban unos calzones anchos llamados sokbaji (pantalón interior), una falda interior o sokchima, semejante a una enagua ancha, y una falda (chima) que se ajustaba bajo el busto. En la parte superior llevaban un bolero de mangas anchas (jeoggori) que se ajustaba con un gran lazo a la altura del pecho. Los hanbok eran muy coloridos, gracias a los tonos luminosos de la tela y los estampados tradicionales en el borde de la falda.

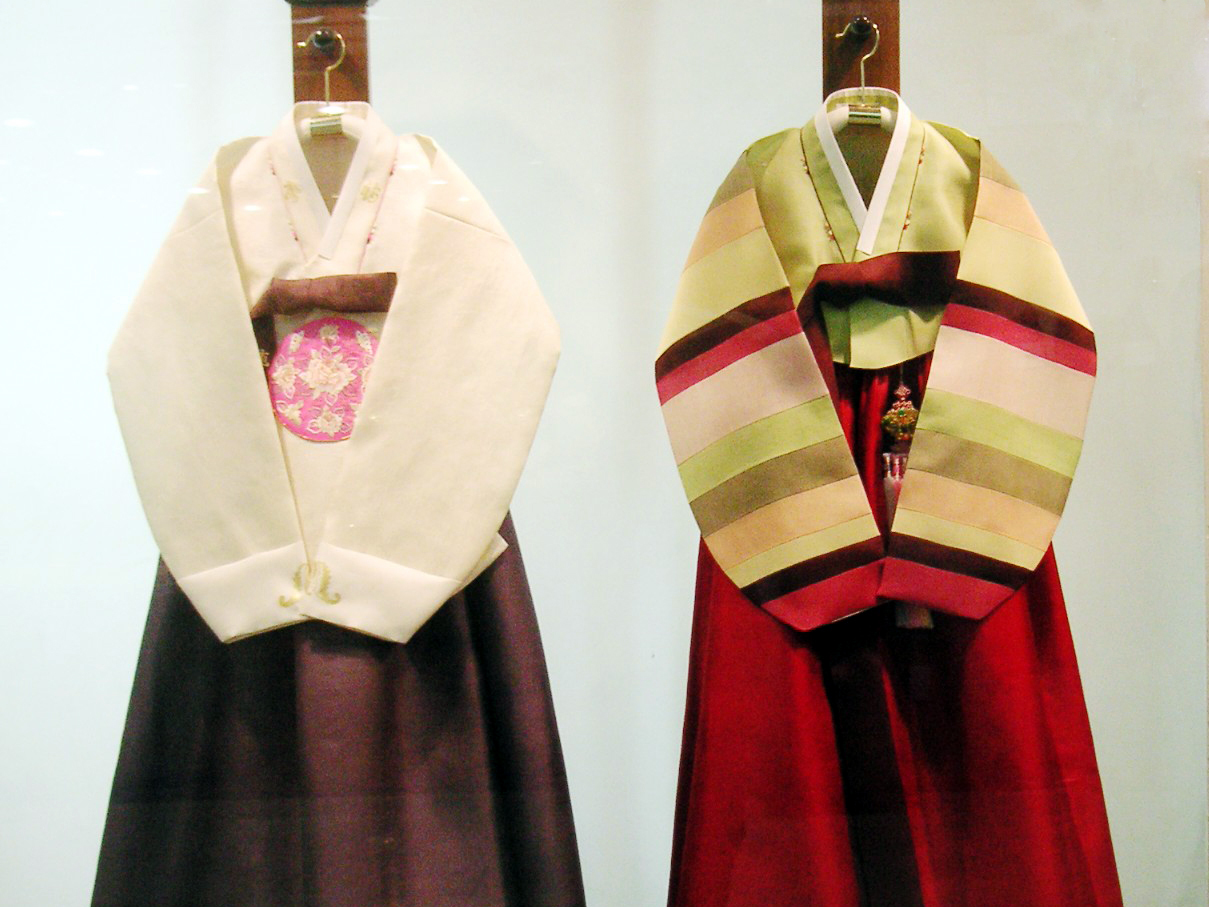
Hanbok femenino.

Los coreanos se vestían de distinta manera según el estrato social al que pertenecían. En consecuencia, la vestimenta era un elemento importante para marcar las diferencias entre los rangos sociales. Los funcionarios nobles usaban sombreros negros y coloridos atuendos ricamente bordados a la altura del pecho. El color del hanbok y la forma del sombrero dependían del rango del funcionario. La nobleza usaba además joyas, una forma evidente de diferenciarse del pueblo o sangneom. La gente común llevaba en verano ropa hecha de tela de cáñamo sin teñir, por esta razón el pueblo coreano era conocido como el “pueblo blanco”. En invierno, el pueblo forraba sus prendas con algodón, mientras que los nobles preferían las prendas de piel, especialmente en las regiones del norte.
Existen tres tipos de hanbok: uno para el uso diario, otro para los días de fiesta y un tercero para el trabajo. A esta última categoría pertenecen los hanbok de brillantes colores que utilizan las mudang o chamanes para ejercer su actividad. Hoy en día, los coreanos ya no usan el hanbok a diario, pero sí en días festivos y para ocasiones formales, especialmente en el primer cumpleaños de un niño y durante las ceremonias de boda, así como para recepciones oficiales.

### Cocina tradicional
El arroz es el principal alimento de la dieta coreana, antes que la cebada y el mijo. También se consumen fideos de distintos tipos, por ejemplo, hay unos que se elaboran a base de camote.
Ninguna comida se sirve sin kimchi, plato preparado a base de col china y rábanos, ambos encurtidos y luego sazonados con sal, ají, ajo y salsa de pescado. El ají, originario de Sudamérica, fue introducido en Corea por los portugueses en el siglo XVI, al igual que el tabaco y la religión cristiana. En invierno, el kimchi sirve como fuente de vitaminas. Aparte de la col china y el rábano, también se encurte una gran variedad de otros vegetales. Además, a partir del frijol de soya se producen dos alimentos imprescindibles: el queso de soja dubu, variante coreana del tofu, y la salsa de soya o kanjang.
En la mesa casi nunca falta el pescado, el calamar, las algas y diversos frutos de mar. El pescado rara vez se incluye en la cocina tradicional. Cuando se come carne, normalmente es de res o cerdo, siempre cortada en pedazos pequeños, ya sea asada a la parrilla o salteada.
En Corea también se cultiva una amplia variedad de frutas.
Hasta hace un tiempo, la dieta de los coreanos era básicamente vegetariana, ya que consumían muchas verduras que solían acompañar con queso de soya, huevos y rara vez con pescado y algas. Sin embargo, en la última mitad del s. XX, junto con el creciente bienestar económico, también se elevó el consumo de carne, de productos a base de harina blanca y sobre todo de azúcar.

### Té

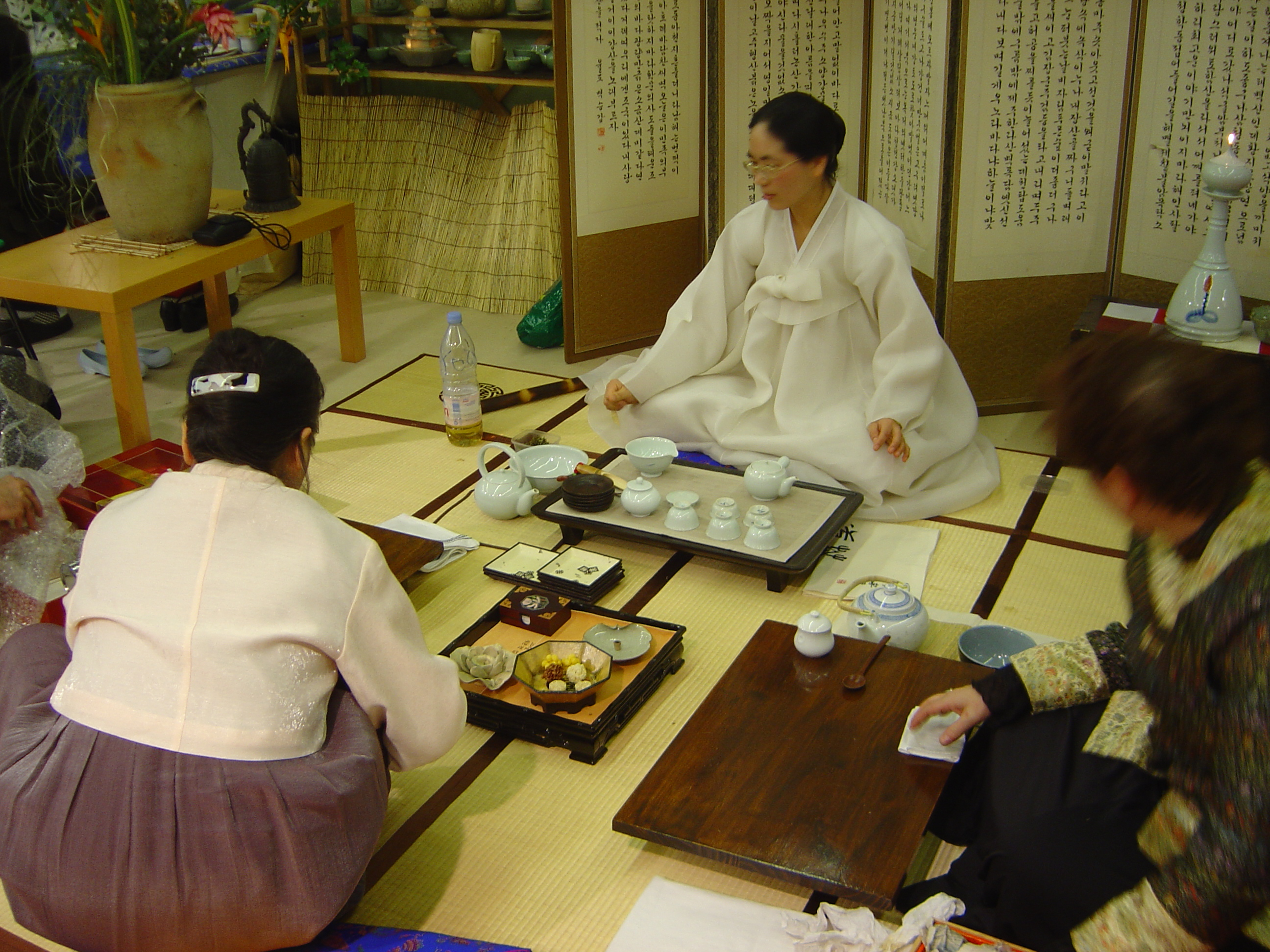
Ceremonia del té en Corea.

Hace más de 2000 años ya se tomaba té en Corea. Originalmente, el té se empleaba durante las ceremonias de adoración en los templos, porque se creía que el exquisito aroma del té se elevaba hasta el cielo y complacía a los dioses. Al igual que el budismo, el té fue introducido por los chinos.
Asimismo, el té también fue incorporado al conjunto de plantas utilizadas en la medicina tradicional. El té verde, tal como se consume en China y Japón, no es el único tipo de té que se toma en Corea. En este país se producen muchas variedades de té, a partir de frutos, hojas, semillas y raíces. Además, se distinguen cinco categorías de té según su sabor: dulce, ácido, picante, amargo y salado. El té Boricha (보리차), té de grano elaborado con cebada tostada, es el preferido en Corea, al igual que el té de arroz.

## Festividades del calendario lunar
El calendario lunar coreano está dividido en 24 puntos solsticiales (Jeolgi), cada uno de los cuales dura 15 días. En la antigüedad, durante la etapa agrícola, los coreanos se regían únicamente por el calendario lunar, pero este más bien tiende a desaparecer lentamente de la vida moderna.
Sin embargo, aún se siguen celebrando festividades tradicionales según el calendario lunar. El Año Nuevo (Gujeong o Seollal) es la celebración principal. Otras festividades importantes son la Primera Luna Llena (Jeongwol Daeboreum), la Fiesta de la Primavera (Dano) y el equivalente al Día de Acción de Gracias (Chuseok).
Los jóvenes ya no celebran su cumpleaños según el calendario lunar, a diferencia de las generaciones anteriores que aún continúan haciéndolo.

### Días festivos tradicionales
| Día Festivo     | Significado                                   | Tradiciones | Fecha (Lunar)                             | Platos típicos |
| --------------- | --------------------------------------------- | --- | ----------------------------------------- | --- |
| Seollal         | Año Nuevo                                     | Se realiza un ritual ante la tumba familiar para recordar a los antepasados. Se intercambian saludos por Año Nuevo entre la familia, parientes y vecinos. Los niños presentan sus respetos a los familiares de mayor edad (sebae). | 1.er día del 1.er mes                     | • Sopa con rebanadas de pastel de arroz (tteokguk) • Pastelillos de miel (yakgwa)                                                 |
| Daeboreum       | Primera Luna Llena                            | Se quema un talismán para alejar a los malos espíritus (Aengmagi Taeugi). Se enciende el fuego de la alegría (Daljip Taegi). | Día 15 del 1.er mes                       | • Arroz cocido con otros cinco cereales (ogokbap) • Nueces (bureom) • Vino (gwibalgisul)                                          |
| Junghwajeol     | Inicio de la temporada de cultivo             | Se hace la “Limpieza de primavera“. Se realiza la ceremonia de mayoría de edad. Se celebra un ritual chamánico para favorecer la pesca (Yeongdeunggut).                                                                            | Día 1 del 2° mes                          | • Pasteles de arroz rellenos con arroz y con aroma a pino (songpyeon)                                                             |
| Samjinnal       | El retorno de las golondrinas                 | Se organizan equipos de lucha con una pierna. Se llevan a cabo sesiones de adivinación. | Día 3 del 3.er mes                        | • Vino de azalea (dugyonju) • Confituras (dungyeon hwajeon)                                                                       |
| Hansik          | Visita a la tumba familiar                    | Se visita la tumba familiar. | Día 105 después del solsticio de invierno | Solo comida fría: • Galletas de ajenjo (ssuktteok) • Albóndigas de ajenjo rellenas (ssukdanja) • Sopa de ajenjo (ssuktang)        |
| Dano            | Fiesta de la primavera                        | Las mujeres se columpian. Los hombres practican una lucha tradicional. | Día 5 del 5° mes                          | • Pastel de arroz con hierbas (surichwitteok) • Sopa de arenque (junchiguk)                                                       |
| Yudu            | Saludo al agua                                | Se realiza el saludo al agua. Las personas se lavan el cabello para que el agua se lleve la mala suerte. | Día 15 del 6° mes                         | • Fideos de cinco colores (yudumyeon) • Albóndigas de arroz rellenas de arroz (sudan)                                             |
| Chilseok        | Adoración a los dioses de las siete estrellas | Se lleva a cabo ritos de adoración a los dioses de las siete estrellas (Osa Mayor) y ritos chamánicos para pedir lluvia. | Día 7 del 7° mes                          | • Confituras de trigo (milijeonbyeong) • Pasteles de arroz con frijoles rojos (sirutteok)                                         |
| Baekjung        | Adoración de Buda                             | Se venera a Buda. | Día 15 del 7° mes                         | • Pastel de arroz combinado (seoktanbyeong)                                                                                       |
| Chuseok         | Día de Acción de Gracias                      | Se visita la tumba familiar. Se ofrendan los primeros granos de arroz (Olbyeosinmi). | Día 15 del 8° mes                         | • Pasteles de arroz con arroz y aroma a pino rellenos de castañas,arroz, sésamo o frejoles (songpyeon) • Sopa de taro (torantang) |
| Jungyangjeol    | Fiesta de otoño                               | Se celebra el otoño con actividades como poesía, dibujo y pintura. Se disfruta de la naturaleza. | Día 9 del 9° mes                          | • Confitura con pétalos de crisantemo (gamgukjeon) • Huevera de pescado (eoran) • Té de miel y limón (yujacheong)                 |
| Seotdal Geumeum | Noche anterior al año nuevo                   | Los coreanos se quedan despiertos toda la noche con las puertas y ventanas abiertas para recibir a los espíritus de los ancestros.                                                                                                 | Día 31 del 12° mes                        | • Arroz combinado con vegetales (bibimbap) • Pasteles de arroz con frejoles (injeolmi) • Confituras tradicionales (hangwa)        |

Aparte de las festividades mencionadas aquí, existen una serie de otras fiestas regionales que también se celebran según el calendario lunar.

## Cultura contemporánea

### Cultura contemporánea de Corea del Sur
La cultura contemporánea de Corea del Sur deriva de la cultura tradicional de Corea, pero desde la separación de ambas Coreas en 1948 se ha desarrollado de manera separada a la cultura de Corea del Norte.

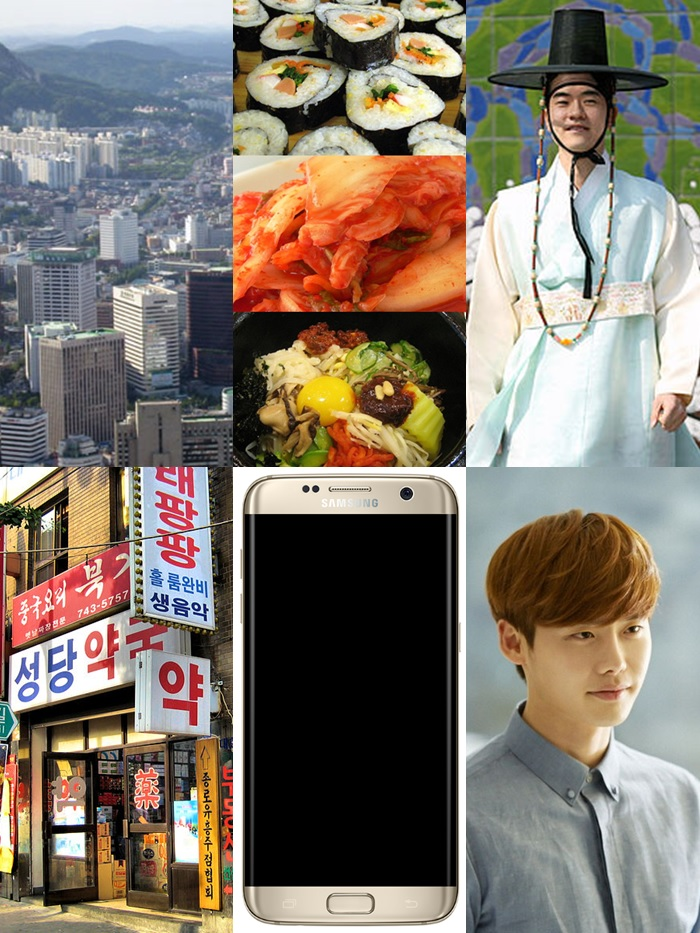
Diferentes aspectos de la cultura contemporánea en general.

Tradicionalmente se conoce como cultura contemporánea coreana a la producción de medios audiovisuales en Corea del Sur, a partir de la década de los 90. Desde mediados de siglo pasado, la parte sur de la península coreana desarrollo rápidamente una estructura económica envidiable, fenómeno conocido como "El milagro del río Han". Este gran crecimiento económico, y una inusitada protección del estado hacia la industria artística nacional frente a la extranjera, propició los medios para el desarrollo de una rica producción artística, influenciada por la cultura estadounidense, que rápidamente ganó aficionados en Asia (principalmente en el este de Asia), y a partir de mediados del 2000 en el resto del mundo.

#### Ola Coreana
La Ola coreana (hangul: 한류, hanja: 韓流, romanización revisada: Hanlyu) es un término que hace referencia al aumento de la popularidad de la cultura contemporánea de Corea del Sur en otros países a mediados de 1999, especialmente los del este de Asia.
También es llamada "Hallyu" o "Korean Wave", en inglés. El término se originó en China a mediados de 1999 por periodistas de Pekín asombrados por la popularidad cada vez mayor de los surcoreanos y las transmisiones surcoreanas en China. La palabra hanlyu (la transcripción es hallyu, pero tomando su equivalente en hangul parte por parte sería h-a-n-l-yu) es homófona a la palabra hánliú (chino tradicional: 韓流, chino simplificado: 韩流) en coreano y chino mandarín, respectivamente.
La ola coreana comenzó con la exportación de dramas coreanos de televisión tales como Una joya en el palacio y Sonata de invierno a lo largo del este y en el Sudeste Asiático; el éxito cada vez mayor de los dramas coreanos fue emparejado pronto por las películas y la música popular.

#### Pop Coreano
El K-Pop (abreviación de Korean popular music, en inglés o música popular coreana en español), es un género musical que incluye diversos estilos, como la música dance, electrónica, hip hop, rap, rock, R&B, etc, y que se refiere específicamente a la música popular de Corea del Sur, debido a que Corea del Norte no posee una industria de música popular con influencia occidental.
Se caracteriza por ser cantado en coreano, y su principal representante es la boyband surcoreana, BTS.

### Cultura contemporánea de Corea del Norte
La cultura contemporánea de Corea del Norte es creada desde la creación de Corea del Norte en 1948. La ideología Juche asegura la distintividad cultural y la creatividad así como también los poderes productivos de la clase obrera.
El arte en Corea del Norte es primariamente didáctico; la expresión cultural sirve como un instrumento para inculcar la ideología Juche y la necesidad de continuar la lucha por la revolución y reunificación de la Península Coreana. Existe poca sutileza en las principales expresiones culturales contemporáneas. Los gobiernos y soldados de países capitalistas, especialmente los japoneses y estadounidenses, son mostrados como demonios sin corazón, denunciados como imperialistas; los héroes revolucionarios y heroínas son vistos como próceres. Los tres temas más consistentes son el martirio durante la lucha revolucionaria (expresada en libros como por ejemplo Mar de sangre o Martirio socialista), la felicidad de la sociedad actual, y el genio de Kim Il-sung y Kim Jong-il, llamados "gran líder" y "querido líder", respectivamente.